# San Andrés (Marbán)
San Andrés ist eine Ortschaft im Departamento Beni im südamerikanischen Anden-Staat Bolivien.

## Lage im Nahraum
San Andrés ist der zentrale Ort des Municipio San Andrés in der Provinz Marbán. Die Ortschaft liegt auf einer Höhe von 163 m am rechten Ufer des Río Ibare, einem rechten Nebenfluss des Río Mamoré.

## Geographie
San Andrés liegt im bolivianischen Tiefland in der Moxos-Ebene, die mit über 100.000 km² eines der größten Feuchtgebiete der Erde ist. Vorherrschende Vegetationsform in der Region San Andrés ist die tropische Savanne.
Die Jahresdurchschnittstemperatur beträgt 26 °C (siehe Klimadiagramm Trinidad), wobei sich die monatlichen Durchschnittstemperaturen zwischen Juni/Juli mit gut 23 °C und Oktober/Dezember von knapp 28 °C nur wenig unterscheiden. Der Jahresniederschlag beträgt fast 2000 mm und liegt somit mehr als doppelt so hoch wie die Niederschläge in Mitteleuropa. Höchstwerten von etwa 300 mm in den Monaten Dezember bis Februar stehen Niedrigwerte von etwa 50 mm im Juli/August gegenüber.

## Verkehrsnetz
San Andrés liegt in einer Entfernung von 37 Straßenkilometern südöstlich von Trinidad, der Hauptstadt des Departamentos.
Von San Andrés führt eine unbefestigte Landstraße in westlicher Richtung sechs Kilometer zum Nachbarort San Lorenzo, von dort in nordwestlicher Richtung über Sachojere zur Stadt Trinidad.
Über Trinidad ist San Andrés mit dem Rest des Landes verbunden: Von hier aus führt die Nationalstraße Ruta 3 in westlicher Richtung auf den bolivianischen Altiplano nach La Paz; die nord-südlich-verlaufende Ruta 9 verbindet Trinidad mit Guayaramerín im Nordosten des Landes und über die Tiefland-Metropole Santa Cruz mit Yacuiba an der argentinischen Grenze.

## Bevölkerung
Die Einwohnerzahl der Ortschaft ist in den vergangenen beiden Jahrzehnten um etwa ein Viertel angestiegen:
| Jahr | Einwohner | Quelle       |
| ---- | --------- | ------------ |
| 1992 | 182       | Volkszählung |
| 2001 | 307       | Volkszählung |
| 2012 | 227       | Volkszählung |
| 2024 |           | Volkszählung |